# Bucculatrix helichrysella
Bucculatrix helichrysella är en fjärilsart som beskrevs av Alexandre Constant 1890. Bucculatrix helichrysella ingår i släktet Bucculatrix och familjen kronmalar. Inga underarter finns listade i Catalogue of Life.